# Hélène Grémillon
Hélène Grémillon, född 8 februari 1977 i Poitiers, är en fransk författare.